# Svensk Form

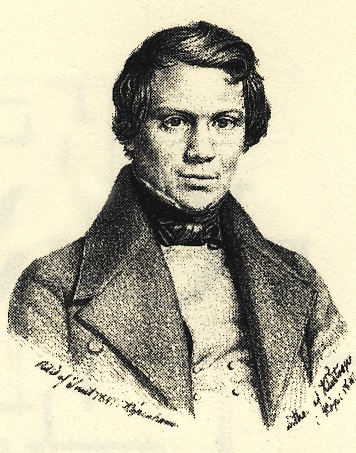
Nils Månsson Mandelgren.

Svensk Form, före 1976 Svenska Slöjdföreningen, är en svensk ideell förening med uppdrag från regeringen[källa behövs] att främja svensk formgivning i Sverige och utomlands. 

## Historik

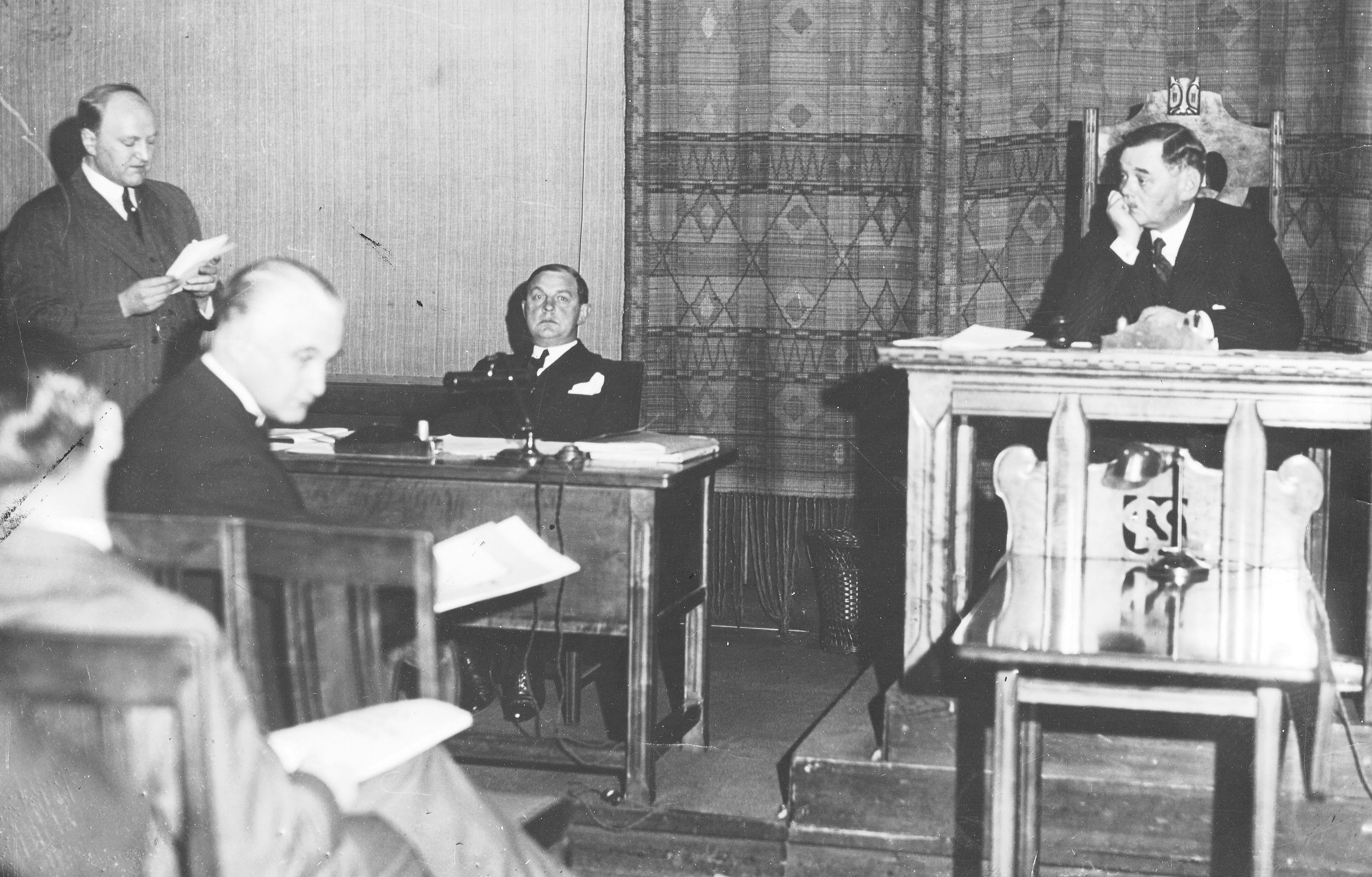
Svenska Slöjdföreningen sammanträder på sitt kontor vid Nybrogatan 7, 1930-tal.

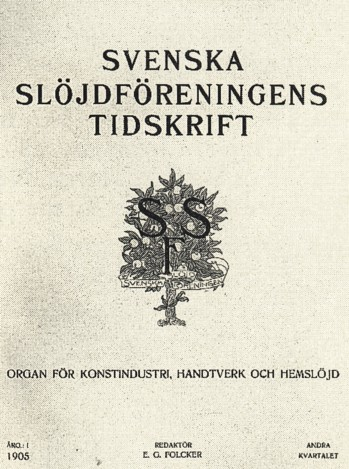
Svenska slöjdföreningens tidskrift 1905.

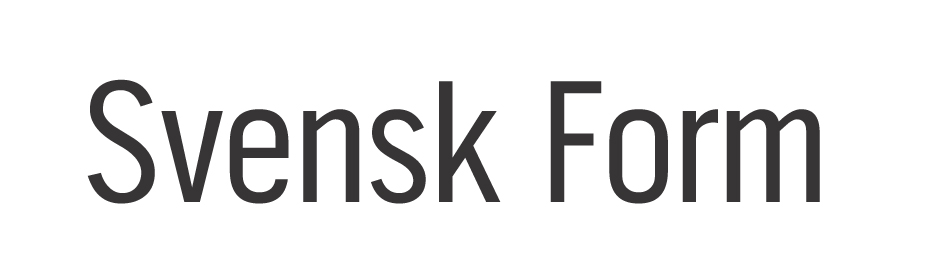
Svensk Form logo.

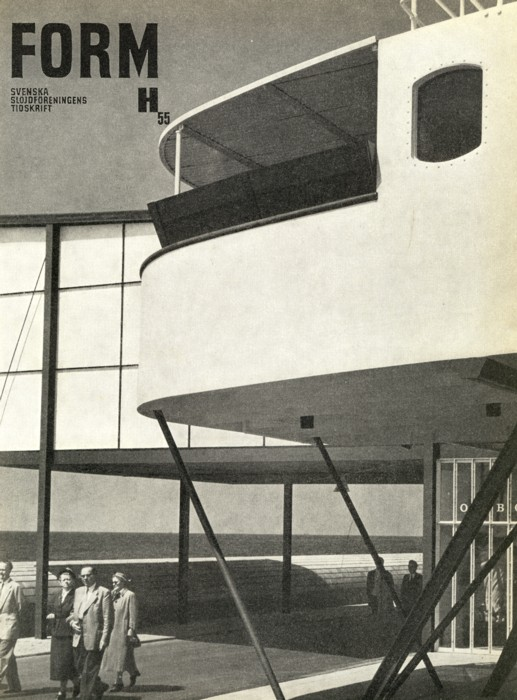
Tidskriften Form 1955.

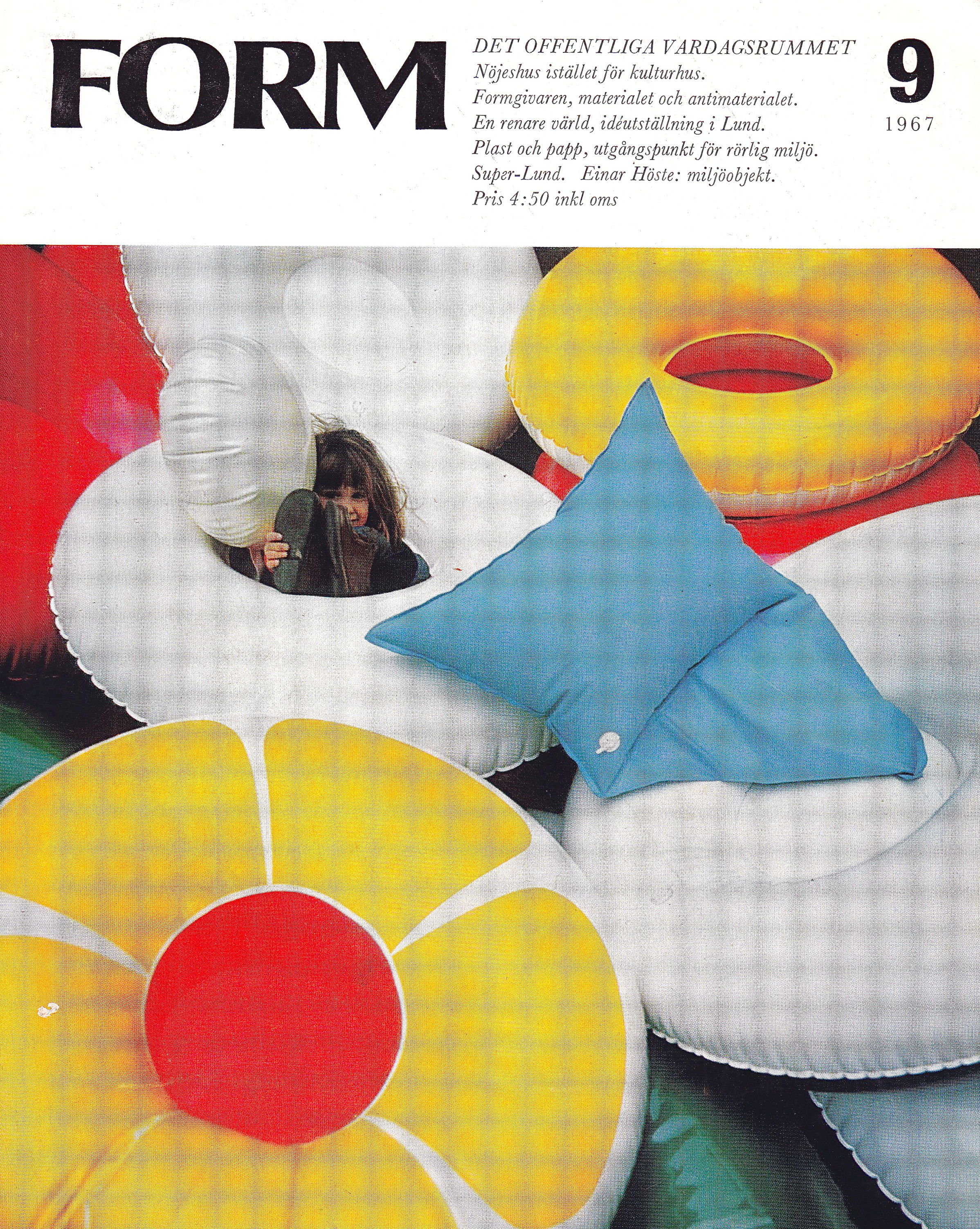
Tidskriften Form 1967.

År 1844 grundade Nils Månsson Mandelgren en Söndagsritskola för hantverkare. Året därpå grundades Svenska Slöjdföreningen som stöd för skolan, för att slå vakt om kvaliteten på de svenska slöjdvarorna. Hoten ansågs komma från massproduktionen i industrin och från de illa tillverkade varor som icke skråutbildade hantverkare producerade. Som ett led i detta arbete startades bland annat Tekniska skolan i Stockholm, nuvarande Konstfack. 
Först under 1870-talets första år inriktades dock verksamheten på konstindustrin. De välbärgade samhällsgrupperna växte och konstindustrins produkter blev som en naturlig följd allt mer efterfrågade. Slöjdföreningen grundade ett konstindustrimuseum, ordnade pristävlingar och lotterier samt gav ut mönsteralbum. Det var en pionjärverksamhet av sällsamt slag, utformade efter utländska mönster.
Slöjdföreningens nyorientering mot en mer ändamålsenlig formgivning av vardagsvaror och möbler inleddes av Erik Folcker, som 1896−1912 var föreningens sekreterare och redaktör.
Föreningen och dess utbildning var initialt endast öppen för män, men efter att i tio år drivit frågan fick styrelseledamoten Baltzar Cronstrand 1857 igenom sitt förslag om att öppna skolan för kvinnor då Sofi Granberg och Matilda Andersson accepterades som elever, och året därpå släpptes kvinnor officiellt in: redan i den första blandade elevkullen samma år antogs 20 kvinnor. En av dem var Amélie Brandt (1836–1906), som 1879–1906 också var lärare i geometrisk konstruktionsritning och föreståndare för de kvinnliga eleverna.
Mellan åren 1884−1904 gav föreningen ut tidskriften Meddelanden från Svenska slöjdföreningen År 1905 startade Erik Folcker Svenska Slöjdföreningens Tidskrift (SST) som 1932 bytte namn till Form. 
Svenska Slöjdföreningen har varit organisatör och ledande kraft för en rad utställningar i Sverige, till exempel Stockholmsutställningen 1851, Stockholmsutställningen 1866, Konstindustriutställningen 1909, Hemutställningen 1917 på Liljevalchs konsthall i Stockholm, Stockholmsutställningen 1930, Vi bo i Ribershus 1938, Vi bo i Friluftstaden 1944 och Helsingborgsutställningen 1955 (H55).
Begreppet vackrare vardagsvara myntades 1919 av Gregor Paulsson, som var verkställande direktör i Slöjdföreningen 1920−34 och den som formulerade Slöjdföreningens centrala mål för verksamheten under 1900-talets första hälft. Han var även generalkommissarie för Stockholmsutställningen 1930.
Arthur Hald var ordförande för föreningen 1959–1965. Åren 1973–1995 var Karin Björquist verkställande direktör.
Utmärkt Svensk Form var en utmärkelse som utdelades av Svensk Form 1983−2002.

## Svensk Form idag
Svensk Form främjar på regeringens uppdrag svensk design i Sverige och utomlands. Svensk Form arbetar för att skapa engagemang och belysa de möjligheter design kan ge för individen, kulturen, samhället och näringslivet. År 2021 arbetade fem personer på Svensk Forms kansli på Skeppsholmen i Stockholm. 
Svensk Form delar sedan 2005 vartannat år ut designutmärkelserna Design S för etablerade formgivare och Ung Svensk Form för unga talanger. Utmärkelserna resulterar i utställningar som turnerar i och utanför Sverige.
Svensk Forms främsta medlemsförmån är design- och arkitekturtidskriften Form, som grundades 1905 och då hette Svenska Slöjdföreningens Tidskrift. År 2014 belönades Form med Sveriges Tidskrifters utmärkelse Årets Tidskrift Fackpress samt nominerades i kategorin Årets Innovativa Satsning.[källa behövs] Forms redaktion leds sedan 2012 av journalisterna Bo Madestrand och Salka Hallström Bornold.